# Алвес, Луис Роберто
Луис Роберто Алвес дос Сантос Гавранич (исп. Luis Roberto Alves dos Santos Gavranić), более известный как Заге (исп. Zague; родился 23 мая 1967 года в Мехико, Мексика) — мексиканский футболист, нападающий бразильского происхождения, известный по выступлениям за «Некаксу», «Америку» и сборной Мексики. Участник чемпионата мира 1994 года. Сын профессионального бразильского футболиста Жозе «Заге» Алвеса.

## Клубная карьера
Алвес начал карьеру в клубе за который выступал его отец, «Америке». Благодаря своим росту, силе и отменной технике Заге быстро завоевал место в основном составе. В своём первом сезоне он помог команде выиграть мексиканскую Примеру. В клубе Алвес отыграл 11 сезонов и стал её лучшим бомбардиром в истории забив более 160 мячей в 400 матчах, а также трижды стал чемпионом Мексики и обладателем Кубка чемпионов КОНКАКАФ, дважды завоевал трофей Чемпион чемпионов Мексики и Межамериканский кубок. Сезон 1996/1997 он провёл в «Атланте», после чего вернулся в «Америку», а затем вновь примкнул к «Атланте».
В 2000 году Заге перешёл в «Некаксу». С новым клубом он завоевал бронзовые медали Клубного чемпионата мира. В 2003 году Алвес вернулся в «Америку», где завершил карьеру по окончании сезона. Заге с 209 голами занимает 6 место в списке лучших бомбардиров Лиги MX за всю историю.

## Международная карьера
В 1988 году Заге дебютировал за сборную Мексики. В 1991 году он в составе национальной команды принял участие в Золотом кубке КОНКАКАФ. На турнире Алвес сыграл в матчах против сборных Канады, Гондураса, США, Коста-Рики и Ямайки, в ворота которых он забил гол. По итогам турнира Заге стал бронзовым призёром. В 1993 году Алвес стал серебряным призёром Кубка Америки в составе национальной команды. В том же году он завоевал Золотой кубок КОНКАКАФ, став с 11 мячами лучшим бомбардиром соревнования. На турнире Алвес сыграл в матчах против сборных Канады, США, Коста-Рики, Ямайки, а в поединке против Мартиники он забил 7 голов.
В 1994 году Заге попал в заявку национальной команды на участие в Чемпионате мира в США. На турнире он сыграл в поединках против сборных Болгарии, Ирландии, Италии и Норвегии.
В 1995 году Алвес принял участие в Кубке Америки, а также помог сборной завоевать бронзовые медали на Кубке короля Фахда.

### Голы за сборную Мексики
| #   | Дата            | Место                               | Противник                | Счёт | Соревнование                          |
| --- | --------------- | ----------------------------------- | ------------------------ | ---- | ------------------------------------- |
| 01. | 29 марта 1988   | Мехико, Мексика                     | Сальвадор                | 8:0  | Товарищеский матч                     |
| 02. | 29 марта 1988   | Мехико, Мексика                     | Сальвадор                | 8:0  | Товарищеский матч                     |
| 03. | 21 января 1989  | Пуэбла-де-Сарагоса, Мексика         | Польша                   | 3:1  | Товарищеский матч                     |
| 04. | 17 января 1990  | Лос-Анджелес, США                   | Аргентина                | 2:0  | Товарищеский матч                     |
| 05. | 14 марта 1991   | Лос-Анджелес, США                   | Канада                   | 3:0  | 1991 Northamerican Cup                |
| 06. | 14 марта 1991   | Лос-Анджелес, США                   | Канада                   | 3:0  | 1991 Northamerican Cup                |
| 07. | 28 июня 1991    | Лос-Анджелес, США                   | Ямайка                   | 4:1  | Золотой кубок КОНКАКАФ 1991           |
| 08. | 8 ноября 1992   | Кингстаун, Сент-Винсент и Гренадины | Сент-Винсент и Гренадины | 4:0  | Чемпионат мира 1994 отборочный турнир |
| 09. | 6 декабря 1992  | Мехико, Мексика                     | Сент-Винсент и Гренадины | 11:0 | Чемпионат мира 1994 отборочный турнир |
| 10. | 10 июня 1993    | Мехико, Мексика                     | Парагвай                 | 3:1  | Товарищеский матч                     |
| 11. | 16 июня 1993    | Мачала, Эквадор                     | Колумбия                 | 1:2  | Кубок Америки по футболу 1993         |
| 12. | 27 июня 1993    | Кито, Эквадор                       | Перу                     | 4:2  | Кубок Америки по футболу 1993         |
| 13. | 11 июля 1993    | Мехико, Мексика                     | Мартиника                | 9:0  | Золотой кубок КОНКАКАФ 1993           |
| 14. | 11 июля 1993    | Мехико, Мексика                     | Мартиника                | 9:0  | Золотой кубок КОНКАКАФ 1993           |
| 15. | 11 июля 1993    | Мехико, Мексика                     | Мартиника                | 9:0  | Золотой кубок КОНКАКАФ 1993           |
| 16. | 11 июля 1993    | Мехико, Мексика                     | Мартиника                | 9:0  | Золотой кубок КОНКАКАФ 1993           |
| 17. | 11 июля 1993    | Мехико, Мексика                     | Мартиника                | 9:0  | Золотой кубок КОНКАКАФ 1993           |
| 18. | 11 июля 1993    | Мехико, Мексика                     | Мартиника                | 9:0  | Золотой кубок КОНКАКАФ 1993           |
| 19. | 11 июля 1993    | Мехико, Мексика                     | Мартиника                | 9:0  | Золотой кубок КОНКАКАФ 1993           |
| 20. | 18 июля 1993    | Мехико, Мексика                     | Канада                   | 8:0  | Золотой кубок КОНКАКАФ 1993           |
| 21. | 18 июля 1993    | Мехико, Мексика                     | Канада                   | 8:0  | Золотой кубок КОНКАКАФ 1993           |
| 22. | 22 июля 1993    | Мехико, Мексика                     | Ямайка                   | 6:1  | Золотой кубок КОНКАКАФ 1993           |
| 23. | 25 июля 1993    | Мехико, Мексика                     | США                      | 4:0  | Золотой кубок КОНКАКАФ 1993           |
| 24. | 16 октября 1996 | Мехико, Мексика                     | Ямайка                   | 2:1  | Чемпионат мира 1998 отборочный турнир |
| 25. | 30 октября 1996 | Мехико, Мексика                     | Сент-Винсент и Гренадины | 5:1  | Чемпионат мира 1998 отборочный турнир |
| 26. | 6 ноября 1996   | Мехико, Мексика                     | Гондурас                 | 3:0  | Чемпионат мира 1998 отборочный турнир |
| 27. | 19 января 1997  | Пасадина, США                       | США                      | 2:0  | 1997 U.S. Cup                         |
| 28. | 2 марта 1997    | Мехико, Мексика                     | Канада                   | 4:0  | Чемпионат мира 1998 отборочный турнир |
| 29. | 5 октября 1997  | Мехико, Мексика                     | Сальвадор                | 3:0  | Чемпионат мира 1998 отборочный турнир |
| 30. | 31 октября 2001 | Пуэбла, Мексика                     | Сальвадор                | 4:1  | Товарищеский матч                     |

## Достижения
- Чемпион Мексики (3): 1985, 1987/88, 1988/89
- Обладатель трофея Чемпион чемпионов Мексики (3): 1988, 1989
- Обладатель Межамериканского кубка (1): 1991
- Обладатель Кубка чемпионов КОНКАКАФ (3): 1987, 1990, 1992
- Обладатель Золотого кубка КОНКАКАФ (1): 1993
- Бронзовый призёр Золотого кубка КОНКАКАФ (1): 1991
- Финалист Кубка Америки (1): 1993
- Бронзовый призёр Кубка короля Фахда (1): 1995